# Glasgow Necropolis
La Glasgow Necropolis o semplicemente Necropolis (così chiamata anche in italiano) è un cimitero monumentale in stile vittoriano di Glasgow (Scozia). 

## Collocazione
Il camposanto si trova su una collina notevolmente prominente ad est della Cattedrale di San Mungo. Nel complesso vi sono stati sepolti 50.000 individui. Come si usava in passato, solo una piccola percentuale delle persone sepolte è nominata sui monumenti funebri, e non tutte le sepolture hanno una propria pietra tombale. Approssimativamente i monumenti funebri complessivamente presenti sono 3.500.

## Contesto
Dopo la creazione a Parigi del Cimitero di Père-Lachaise anche in Gran Bretagna si diffuse l'interesse per i cimiteri monumentali. La loro realizzazione richiedeva però che venisse riconosciuta per legge la possibilità di trarre profitto dalle sepolture. Fino a quel periodo infatti erano state le chiese parrocchiali ad avere in carico la collocazione delle tombe. Glasgow fu una delle prime città britanniche a tradurre nella pratica questa nuova sensibilità, anche perché la sua popolazione era in forte crescita e sempre meno persone frequentavano le chiese. 

## Storia
Sotto la guida del Lord Provost James Ewing di Strathleven (1775–1853), nel 1831 presso la "Merchants' House" si cominciò a pianificare la realizzazione del cimitero, in anticipo sulle attese modifiche legislative. Queste furono introdotte con il "Cemeteries Act", approvato nel 1832, e la Glasgow Necropolis venne ufficialmente inaugurata nell'aprile del 1833. Poco prima, nel settembre 1832, un cimitero ebraico era però già stato inaugurato nella zona nord-orientale dell'attuale necropoli. Questa piccola area venne dichiarata "completa" nel 1851.

Il ponte dei sospiri in una illustrazione del 1883

Risulta preesistente rispetto all'attuale cimitero una statua di John Knox seduto su una colonna collocata in cima alla collina, che risale al 1825. Le prime inumazioni avvennero nel 1832 all'estremità nord-est della zona bassa del cimitero e riguardarono inizialmente solo sepolture di rito ebraico (vedi paragrafo ad-hoc).
In seguito Alexander Thomson progettò parecchie altre tombe, mentre a John Bryce e David Hamilton si deve la progettazione di altre strutture architettoniche della necropoli. All'entrata principale della Necropoli si accede tramite un ponte che scavalca il Molendinar Burn; completato nel 1836, venne progettato da David Hamilton. Popolarmente diventò noto come il Ponte dei Sospiri (con riferimento all'omonimo ponte di Venezia), perché vi transitavano le processioni funebri. Due portali di accesso decorati (progettati da David e James Hamilton) eretti nel 1838 restrinsero l'accesso al ponte.
Tre moderni memoriali funebri si trovano oggi tra il cancello di accesso al cimitero e il ponte: uno dedicato ai bambini nati-morti, uno ai caduti della Guerra di Corea e un terzo ai glasvigiani premiati con la Victoria Cross. Il progetto originale prevedeva la realizzazione di un tunnel al di là del ponte ma questo non venne mai realizzato così che l'ingresso decorato del 1836 rimase al proprio posto. 
La necropoli, come vari altri cimiteri vittoriani, si presenta alla vista come un parco informale, e manca del reticolo di viali e passaggi pedonali tipico dei cimiteri più recenti. Questo tipo di disposizione spaziale è reso più evidente anche dalla complessa topografia della zona. I vialetti che si snodano nel camposanto salgono verso la cima della collina in modo irregolare e curvilineo. Buona parte dei monumenti più insigni si trovano raggruppati verso la sua sommità, nei pressi della monumento dedicato a John Knox.
La Glasgow Necropolis fu descritta dallo storico dell'arte James Stevens Curl come "letteralmente una città dei morti". L'attore Billy Connolly, nativo di Glasgow, disse che "Glasgow è un po' come Nashville: non si occupa più di tanto dei vivi, ma i morti li cura davvero."

## Tombe e sculture di interesse artistico
| Tomba/mausoleo                                                                  | Statua/scultura | Progettista/artista                                                                        | Anno |
| ------------------------------------------------------------------------------- | --- | ------------------------------------------------------------------------------------------ | ---- |
| Colonna commemorativa sulla cima della collina                                  | Monumento a John Knox                                                                                                 | Colonna dorica di Thomas Hamilton e statua di William Warren (incisioni di Robert Forrest) | 1825 |
| Tomba di Mrs Lockhart                                                           | Scultura | William Mossman                                                                            | 1842 |
| Mausoleo del maggiore Archibald Douglas Monteath                                | Massiccio edificio ottagonale in stile Neo-normanno                                                                   | David Cousin                                                                               | 1842 |
| Tomba di William Motherwell                                                     | Busto marmoreo | James Fillans                                                                              | 1851 |
| Tomba dell'attore e manager John Henry Alexander, del "Teatro Reale" di Glasgow | Gruppo scultareo che rappresenta un palco ed un proscenio fiancheggiati da statue della "Tragedia" e della "Commedia" | James Hamilton, scultura di Alexander Handyside Ritchie                                    | 1851 |
| Mausoleo di Houldsworth                                                         | Angeli fiancheggianti le allegorie della "Speranza" e della "Carità", con la "Fede" visibile all'interno del mausoleo | John Thomas                                                                                | 1854 |
| Tomba di Charles Tennant                                                        | Statua marmorea assisa di Charles Tennant di St. Rollox                                                               | Patric Park                                                                                | 1838 |
| Tomba di Walter Macfarlane, della Saracen Foundry                               | Pannello del portale in stile Art Nouveau                                                                             | Bertram Mackennal di Londra                                                                | 1896 |
| Tomba di famiglia dei proprietari della "Blackie publishing"                    | Lastra tombale | Talwin Morris (incisioni di J. & G. Mossman Ltd.)                                          | 1910 |
| Monumento a William McGavin                                                     | Statua dello scultore Robert Forrest                                                                                  | John Bryce                                                                                 | 1834 |
| Andrew McCall                                                                   | Croce celtica a Andrew McCall                                                                                         | Charles Rennie Mackintosh                                                                  | 1888 |
| Monumento a Peter Lawrence                                                      | Statua della vita con fiaccola                                                                                        | William Mossman                                                                            | 1840 |
| Tomba di Mrs Margaret Montgomerie                                               | Statue della "Speranza" e della "Rassegnazione"                                                                       | J.G. & W. Mossman                                                                          | 1856 |

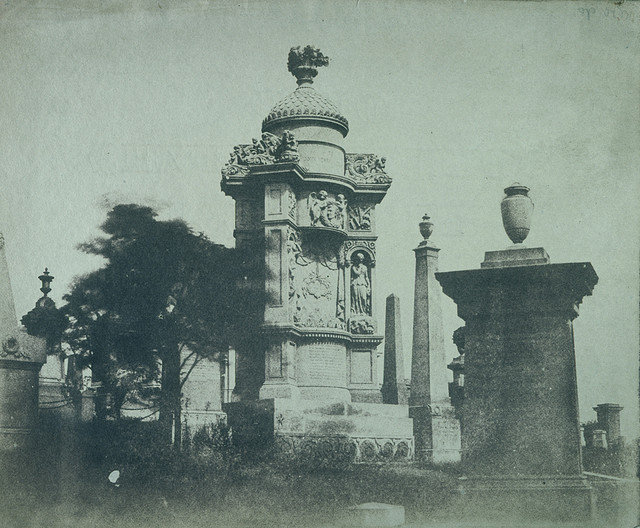
Monumento a John Henry Alexander

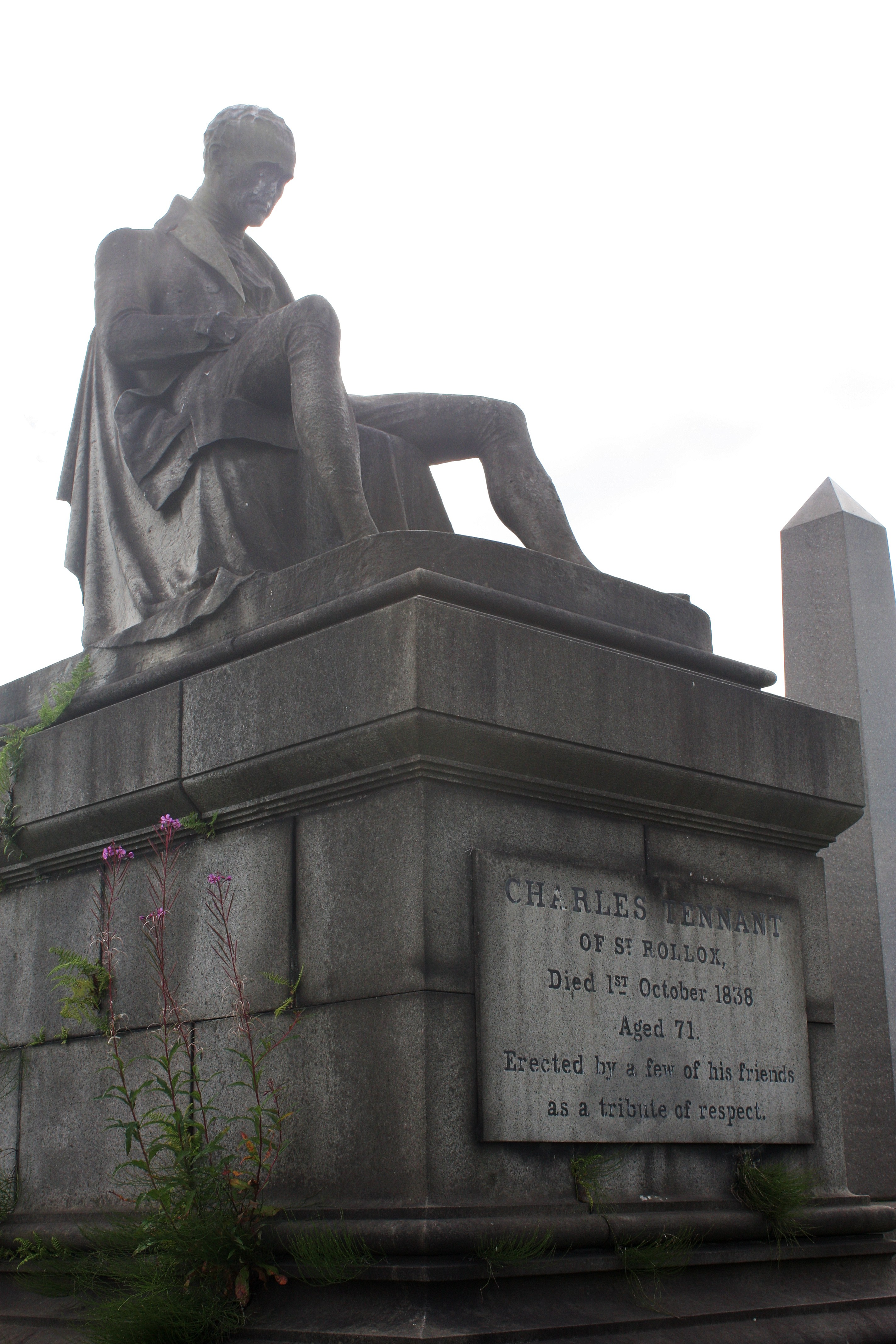
Monumento a Charles Tennant

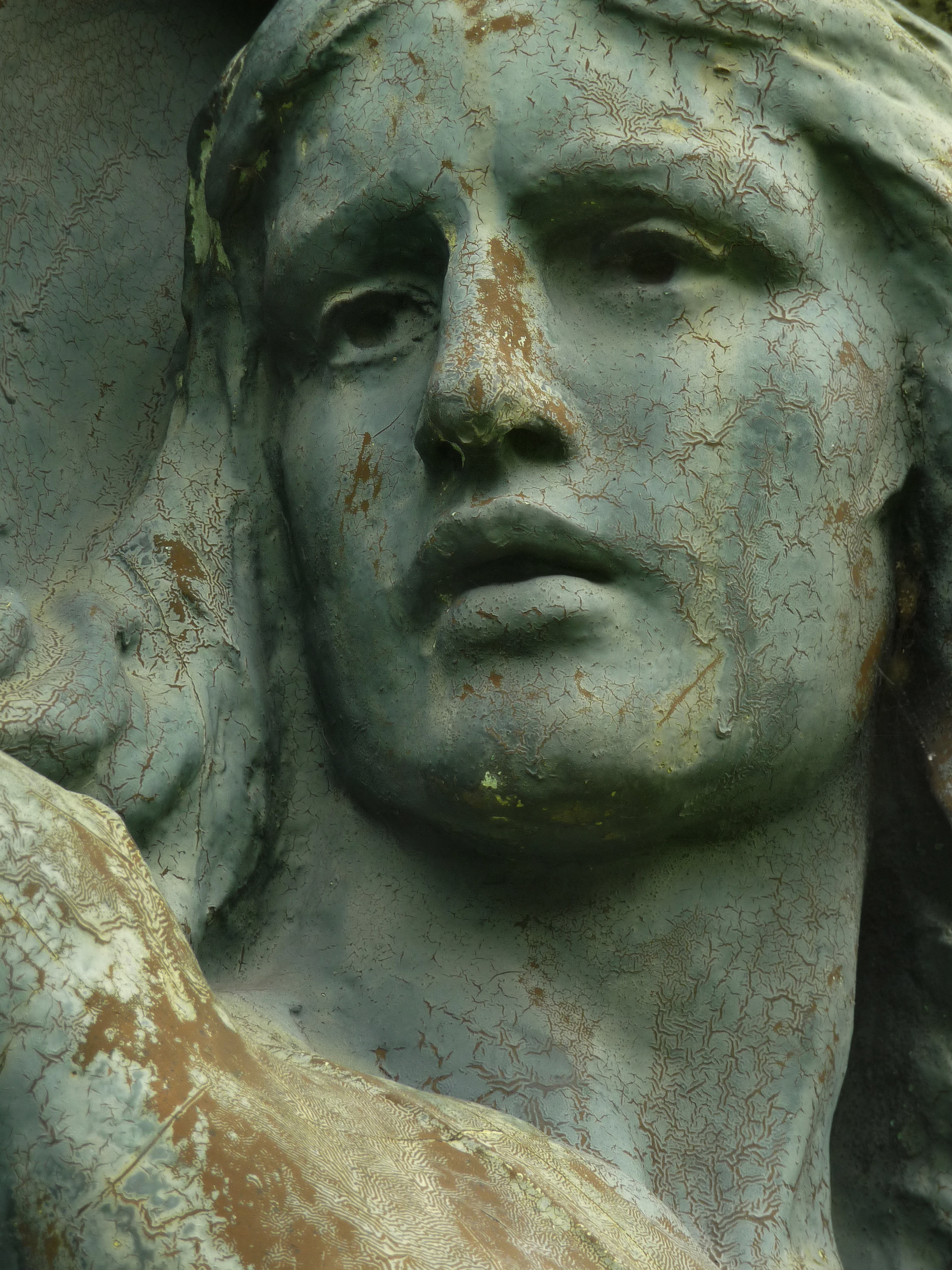
Dettaglio di una tomba

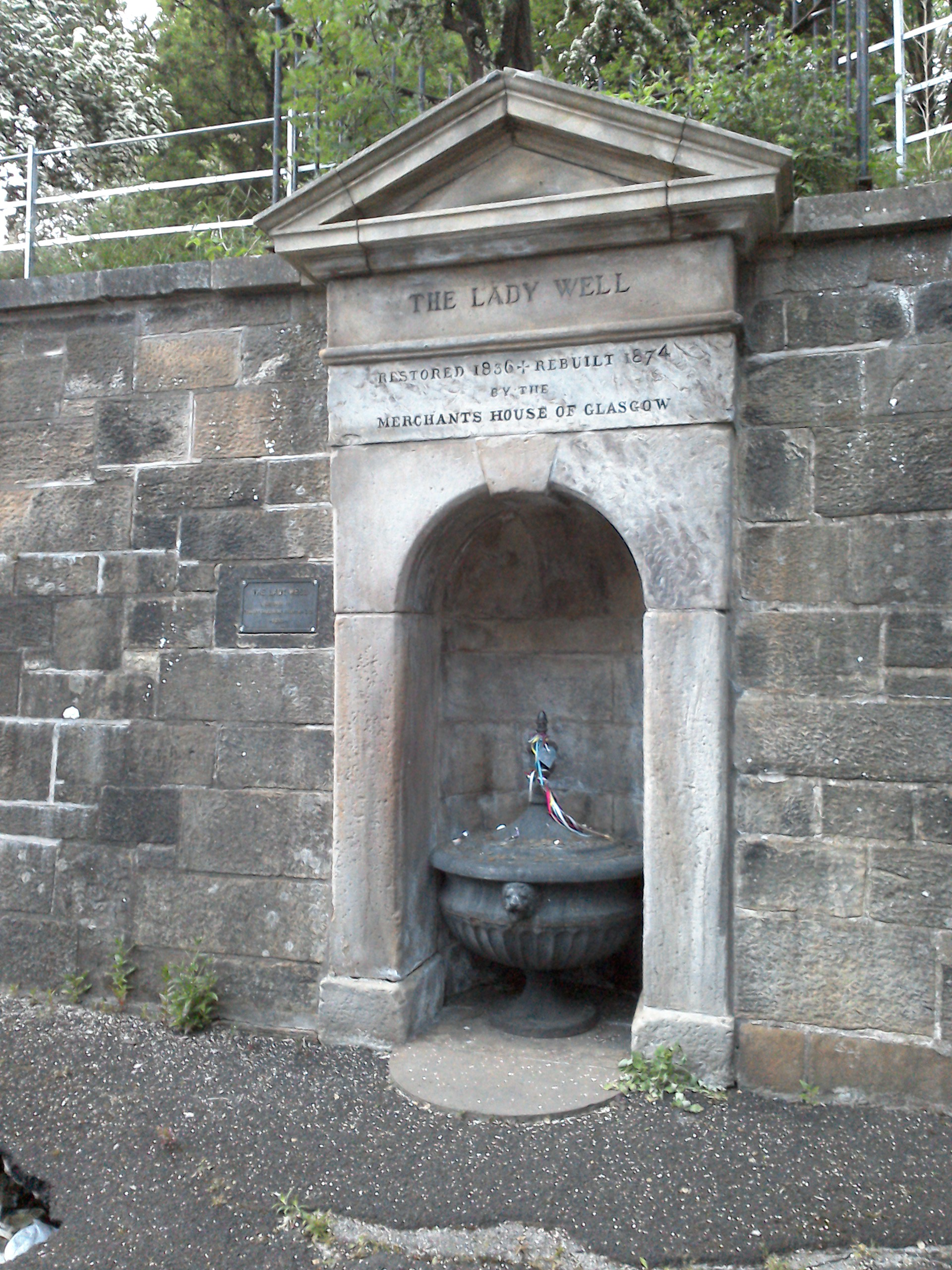
Il Lady Well.

Sul lato sud del cimitero è presente il Lady Well, un pozzo artesiano molto antico la cui bocca è stata sostituita nel 1935-36, al momento della costruzione del cimitero, e inserita nel muro di contenimento della necropoli.

## Sepolture militari
La Glasgow Necropolis ospita 19 sepolture del personale militare del Commonwealth, 15 relative ai caduti della Prima Guerra Mondiale e 4 alla Seconda Guerra Mondiale, che sono registrate e manutenute dalla Commonwealth War Graves Commission. Il primo e più alto in grado dei caduti sepolti fu il Tenente generale Sir James Moncrieff Grierson, che morì nell'agosto del 1914 in Francia e il cui corpo fu rimpatriato. La sua tomba è collocata nella sezione Primus 38.

## Sezione ebraica

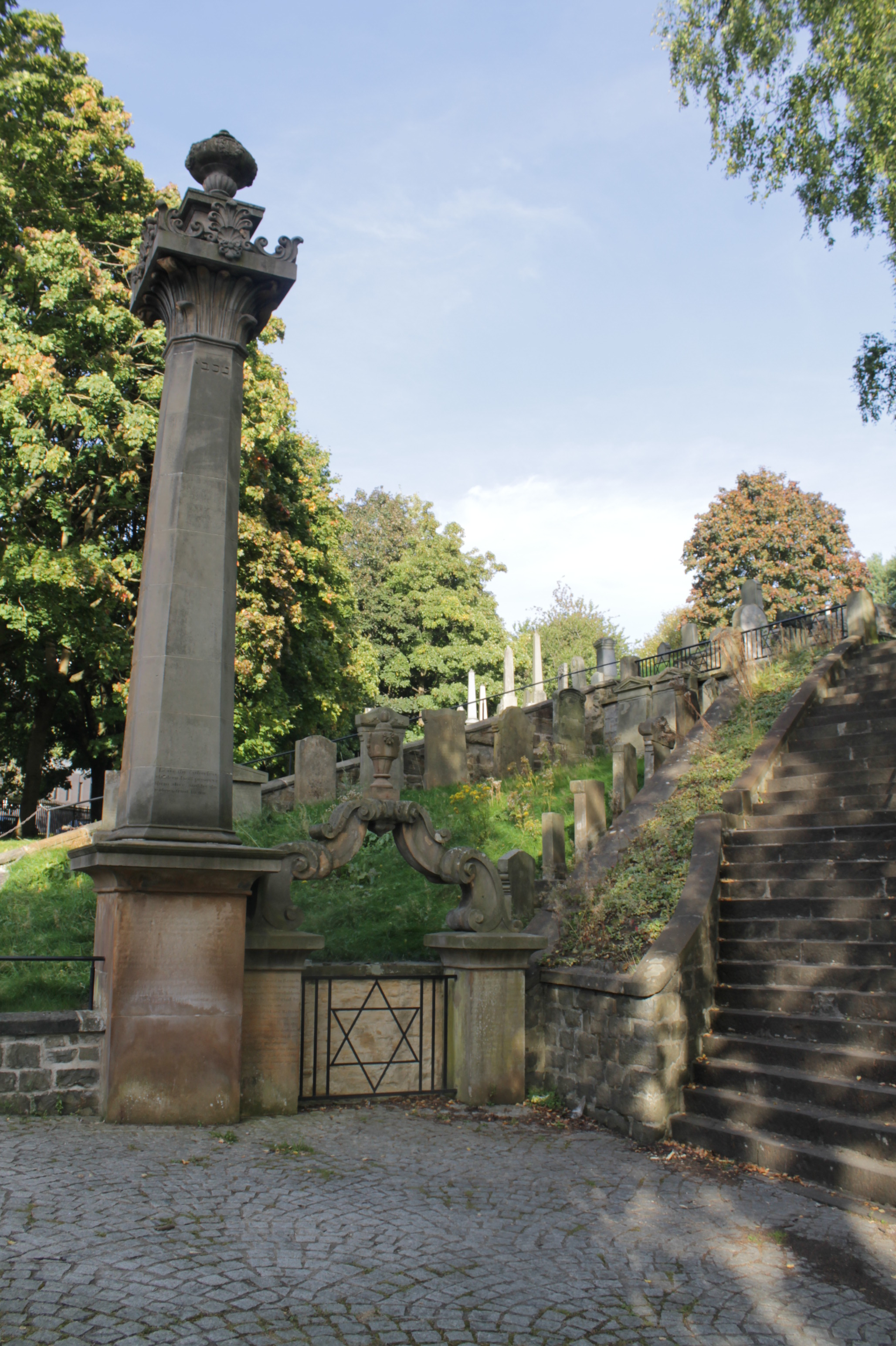
La sezione ebraica della Glasgow Necropolis

Dato che nella prima metà del XIX secolo ai defunti ebrei non era permesso di essere seppelliti all'interno dei camposanti cristiani, una piccola area ai margini della zona nei pressi della cattedrale era destinata a loro; questa zona ospita 57 tombe.
Tali sepolture con rito ebraico avvennero tra il 1832 e il 1855, dopodiché l'area destinata agli ebrei venne spostata nella parte orientale della Necropoli.
La sezione ebraica è oggi parte della Necropoli intesa in senso lato, ma data la sua collocazione ribassata rispetto alla collina, nonostante il suo rilievo storico spesso passa inosservata.